# Nytte
Nytte angiver et mål for tilfredsstillelsen af behov eller ønsker. Nytte er et vigtigt begreb inden for økonomisk tankegang og videnskab, hvor det bruges om den tilfredsstillelse, et gode (en vare, tjenesteydelse eller tilstand) kan give ejeren/brugeren. Nytte kan måles numerisk, dvs. som en konkret talværdi. I denne forbindelse anvendes ofte en nyttefunktion, der er en matematisk funktion, der angiver den konkrete nytteværdi af nogle givne goder.
Marginalnytten er den ændring i den samlede nytte, en person får ved at opnå en anelse mere af et givet gode. Det er en hyppig antagelse i mange økonomiske modeller, at marginalnytten altid er positiv, når man får mere af et gode, uanset hvor meget af godet man har i forvejen. En anden almindelig antagelse er, at marginalnytten er aftagende, dvs. at jo mere af et gode man har i forvejen, jo mindre vil en ekstra enhed af godet forøge nytten yderligere.

## Nyttebegrebet i økonomisk teori
Nytte er en repræsentation af præferencer over en mængde af goder. Præferencer har en (kontinuert) nytterepræsentation, så længe de er transitive, fuldstændige og kontinuerte.
Nytte anvendes ofte af økonomer i konstruktioner som indifferenskurven, som i et diagram afbilder de kombinationer af goder, som vil give en person et givet nytteniveau.

## Anvendelse
Nyttebegrebet anvendes i mikroøkonomisk teori til at beskrive forbrugernes adfærd og dermed bl.a. efterspørgslen på varemarkederne, hvor forbrugernes efterspørgsel efter en vare bl.a. vil afhænge af, hvor høj nytte de regner med at kunne få fra forbruget af den pågældende vare. I mange mikroøkonomiske modeller antages det, at forbrugerne forsøger at nyttemaksimere, dvs. at handle således, at de opnår det højst mulige nytteniveau, som det er muligt for dem at opnå under de givne omstændigheder (herunder deres indkomst og den pris, de forskellige varer sælges til).

## Kardinal og ordinal nytte
Økonomer skelner mellem kardinal og ordinal nytte. En nyttemetrik, der beskriver, hvor meget større nytte et bestemt forbrugsbundt giver i forhold til et andet, anvender kardinal nytte. I modsætning hertil ser ordinal nytte kun på rangordningen af de forskellige nytteniveauer. Hvis en kop te giver en person nytteniveauet 5, og en kop kaffe giver personen nytteniveauet 10, vil man med en kardinal nyttetilgang konkludere, at en kop kaffe giver personen dobbelt så høj nytte som en kop te. Med en ordinal tilgang kan man imidlertid kun konkludere, at en kop kaffe giver højere nytte end en kop te, men det er ikke muligt at sige noget om, hvor stor forskellen er. Selve de numeriske enheder er altså arbitrære og kan ikke gives nogen selvstændig fortolkning ved en ordinal tilgang.
I de fleste økonomiske tilgange anvendes i dag et ordinalt nyttebegreb. I sammenhæng hermed er det ikke muligt at lave interpersonelle nyttesammenligninger ud fra forskellige personers nytte: Selvom man siger, at en kop te giver Anne nytten tre og Peter nytten fem, kan man ikke konkludere, at Peter får mere nytte af en kop te end Anne, for størrelsen af nytteenhederne har ingen egentlig iboende betydning. Man kan blot sige, at hvis Anne og Peter får nytten otte af en flaske sodavand, får de begge to mere nytte af sodavand end af te.